# Phyllotocus basalis
Phyllotocus basalis är en skalbaggsart som beskrevs av Lea 1919. Phyllotocus basalis ingår i släktet Phyllotocus och familjen Melolonthidae. Inga underarter finns listade i Catalogue of Life.